# Aillant-sur-Milleron
Pour les articles homonymes, voir Aillant et Milleron (homonymie).
Aillant-sur-Milleron [ajɑ̃ syʁ milʁɔ̃] est une commune française située dans le département du Loiret en région Centre-Val de Loire.

## Toponymie
Le ruisseau le Milleron est à l’origine du nom du village.

## Géographie

### Localisation et communes limitrophes

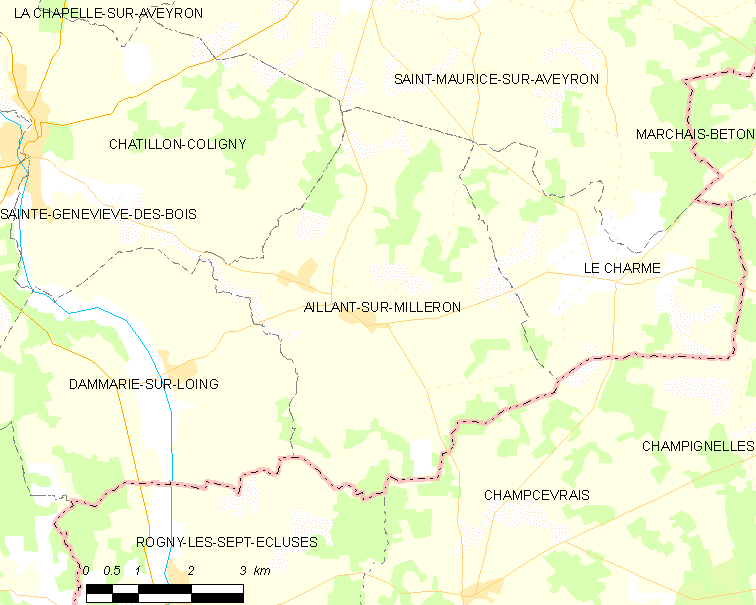
Carte de la commune d'Aillant-sur-Milleron et des communes limitrophes.

La commune d'Aillant-sur-Milleron se trouve extrême-est du département du Loiret, dans la région agricole de la Puisaye. À vol d'oiseau, elle se situe à 77,3 km  d'Orléans, préfecture du département, à 26,6 km de Montargis, sous-préfecture, et à 7,0 km de Châtillon-Coligny, ancien chef-lieu du canton dont dépendait la commune avant mars 2015. La commune fait partie du bassin de vie de Châtillon-Coligny.
Les communes les plus proches sont : Dammarie-sur-Loing (3,8 km), Le Charme (4,9 km), Champcevrais (5,5 km, dans l'Yonne), Rogny-les-Sept-Écluses (6 km, dans l'Yonne), Saint-Maurice-sur-Aveyron (6,4 km), Châtillon-Coligny (7 km), Feins-en-Gâtinais (8,5 km), Sainte-Geneviève-des-Bois (8,8 km), La Chapelle-sur-Aveyron (9,5 km) et Marchais-Beton (10 km dans l'Yonne).

### Géologie et relief

#### Géologie
La commune se situe dans le sud du Bassin parisien, le plus grand des trois bassins sédimentaires français. Cette vaste dépression, occupée dans le passé par des mers peu profondes et des lacs, a été comblée, au fur et à mesure que son socle s’affaissait, par des sables et des argiles, issus de l’érosion des reliefs alentours, ainsi que des calcaires d’origine biologique, formant ainsi une succession de couches géologiques.
Les couches affleurantes sur le territoire communal sont constituées de roches sédimentaires datant du Cénozoïque, l'ère géologique la plus récente sur l'échelle des temps géologiques, débutant il y a 66 millions d'années, et du Mésozoïque, anciennement appelé Ère secondaire, qui s'étend de −252,2 à −66,0 Ma. Les plus anciennes sont de la craie blanche à silex remontant à la période Crétacé. Les plus récentes sont des alluvions et colluvions du fond des vallées secondaires remontant à l’époque Holocène de la période Quaternaire. Le descriptif de ces couches est détaillé dans  la feuille « n°401 - Bléneau » de la carte géologique harmonisée au 1/50 000ème du département du Loiret, et sa notice associée.

Carte géologique de la commune

|  | FC : | alluvions et colluvions du fond des vallées secondaires, Holocène |

|  | qOE : | Limons et Loess, Quaternaire |

|  | e4PN : | poudingue de Nemours, Paléocène-Éocène inférieur |

|  | e1-4Rc : | complexe argilo-sableux à silex = argiles à silex, Paléocène-Éocène inférieur |

|  | c3Cr : | craie blanche à silex, Coniacien |

#### Relief
La superficie cadastrale de la commune publiée par l’Insee, qui sert de références dans toutes les statistiques, est de 26,93 km2,. La superficie géographique, issue de la BD Topo, composante du Référentiel à grande échelle produit par l'IGN, est quant à elle de 27,2 km2. L'altitude du territoire varie entre 138 m et 196 m.

### Hydrographie
Le réseau hydrographique communal, d'une longueur totale de 16,81 km, comprend un cours d'eau notable, le Milleron (6,418 km), et six petits cours d'eau dont le fossé 01 de la Commune d'Aillant-sur-Milleron (1,371 km), le fossé 01 des Piolets (0,41 km), le fossé 01 des Prés des Villottes (1,788 km), le ru des Glaives (0,268 km), le ru des Pierres (2,241 km) et le ruisseau des Philiberts (4,298 km).
Le Milleron, d'une longueur totale de 14,5 km, prend sa source dans la commune de Rogny-les-Sept-Écluses et se jette  dans le Loing à Châtillon-Coligny, après avoir traversé 5 communes.
Sur le plan piscicole, le Milleron est classé en deuxième catégorie piscicole. L'espèce biologique dominante est constituée essentiellement de poissons blancs (cyprinidés) et de carnassiers (brochet, sandre et perche).
Différents plans d'eau complètent le réseau hydrographique dont l'étang des Beaupieds.

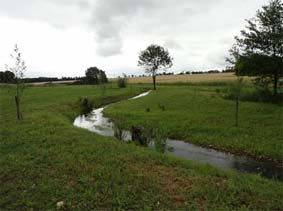
Le Milleron.
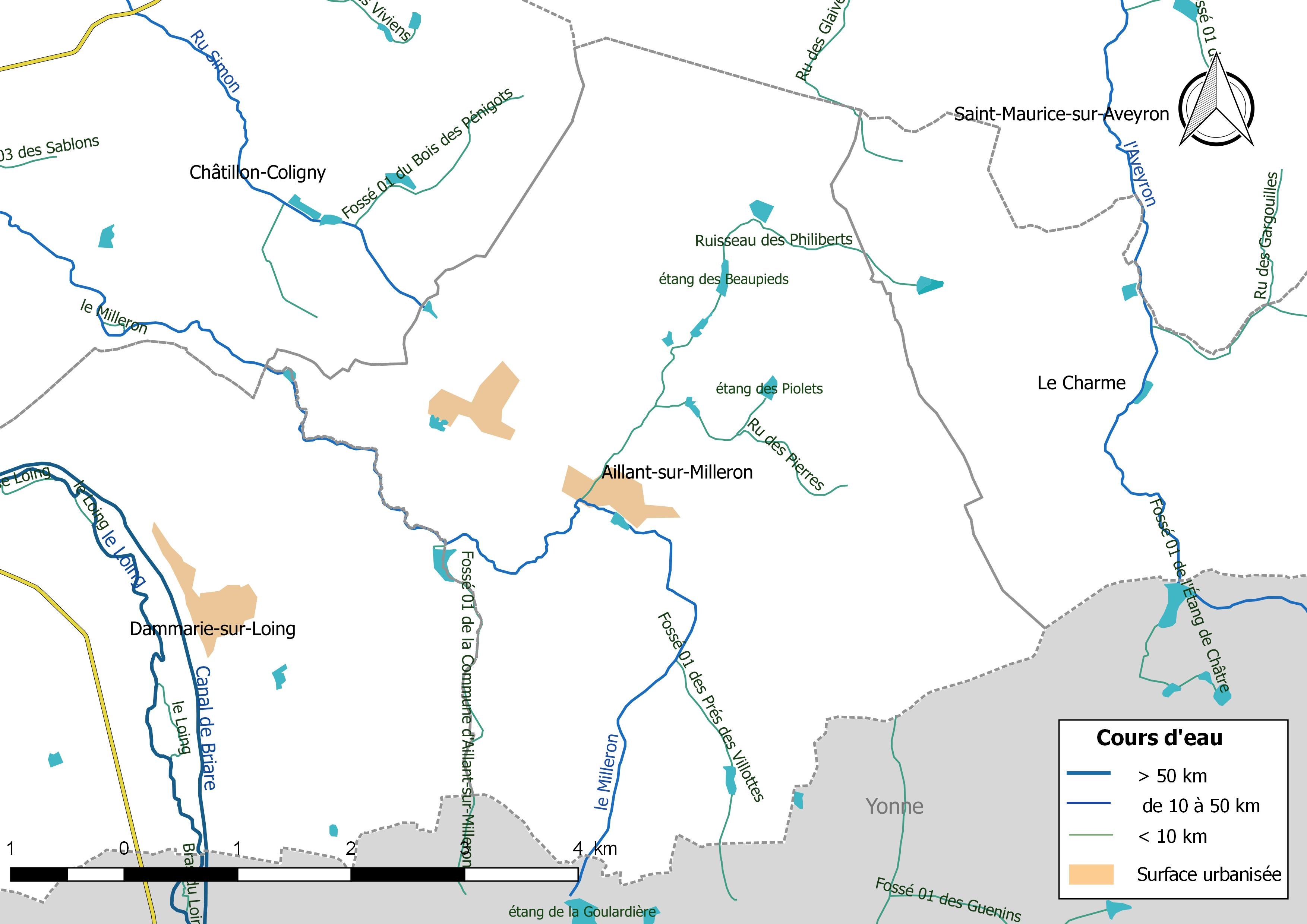
Réseau hydrographique d'Aillant-sur-Milleron.

### Lieux-dits et écarts
Les lieux-dits suivis d'une astérisque sont situés à l'écart de la route indiquée :
les Bélinieres * route de Champcevrais (D 150)
A
- les Aubrys*,                     route de Champcevrais (D 150)

B
- les Beaupieds,                   route de Fontainejean
- les Grands Bergers*,             route de Rogny
- les Petits Bergers*,             route de Rogny
- Bel Air*,                        route de Saint-Maurice (D 150)
- les Bonnards*,                   route de Saint-Maurice (D 150)
- la Bottetterie*,                 route de Rogny
- Les Brûleries*,                  route du Charme (D 41)
- les Burets*,                     route de Rogny

C
- le Camp des Cordes,              route de Châtillon (D 41)
- les Chanteaux*,                  route du Charme (D 41)
- les Chapelles,                   route de Saint-Maurice (D 150)
- les Choquettes*,                 route du Charme (D 41)
- Colandon*,                       route de Saint-Maurice (D 150)
- les Colliers,                    route de Fontainejean

D
- les Davaudières*,                route de Saint-Maurice (D 150)
- les Delétang,                    route de Fontainejean

F
- la Ferrière*,                    route de Rogny

G
- la Grande Gastière*,             route du Charme (D 41)
- la Petite Gastière*,             route du Charme (D 41)
- la Gaudinière,                   chemin de la Hullerie
- les Gojards*,                    route du Charme (D 41)
- la Gorgette,                     route de Rogny
- le Grand Hôtel*,                 route de Saint-Maurice (D 150)

H
- la Hatonnière*,                  route de Châtillon (D 41)
- la Grande Hatonnière,            route de Châtillon (D 41)
- la Petite Hatonnière,            route de Châtillon (D 41)
- La Hullerie,                     chemin de la Hullerie

L
- les Gros Saux*,                  route de Champcevrais (D 150)

M
- les Mossets*,                    route du Charme (D 41)

P
- les Pétriers*,                   route de Champcevrais (D 150)
- les Piolets*,                    route de Fontainejean
- les Potinières*,                 route de Rogny
- la Pouletière,                   route de Saint-Maurice (D 150)

Q
- les Quartiers*,                  route de Fontainejean

R
- les Grands Riches*,              route de Champcevrais (D 150)
- les Petits Riches*,              route de Champcevrais (D 150)
- la Roussellerie*,                route de Saint-Maurice (D 150)

S
- les Gros Saux*,                  route de Champcevrais (D 150)

T
- la Tuilerie*,                    route de Dammarie (D 350)
- le Turbin,                       chemin de la Hullerie

## Histoire

### Héraldique
| Blason de Aillant-sur-Milleron | Les armes d’Aillant-sur-Milleron se blasonnent ainsi : D'or à l'aigle de gueules surmontée d'une jumelle potencée et contre-potencée de sable ; à la champagne d'azur. Adopté le 1er juillet 2010. |

### Climat
Pour des articles plus généraux, voir Climat du Centre-Val de Loire et Climat du Loiret.
En 2010, le climat de la commune est de type climat océanique dégradé des plaines du Centre et du Nord, selon une étude du CNRS s'appuyant sur une série de données couvrant la période 1971-2000. En 2020, Météo-France publie une typologie des climats de la France métropolitaine dans laquelle la commune est exposée à un climat océanique altéré et est dans la région climatique Centre et contreforts nord du Massif Central, caractérisée par un air sec en été et un bon ensoleillement.
Pour la période 1971-2000, la température annuelle moyenne est de 10,8 °C, avec une amplitude thermique annuelle de 15,5 °C. Le cumul annuel moyen de précipitations est de 734 mm, avec 11,6 jours de précipitations en janvier et 7,6 jours en juillet. Pour la période 1991-2020, la température moyenne annuelle observée sur la station météorologique de Météo-France la plus proche, « Saint Prive », sur la commune de Saint-Privé à 13 km à vol d'oiseau, est de 11,3 °C et le cumul annuel moyen de précipitations est de 769,7 mm,. Pour l'avenir, les paramètres climatiques de la commune estimés pour 2050 selon différents scénarios d'émission de gaz à effet de serre sont consultables sur un site dédié publié par Météo-France en novembre 2022.

## Urbanisme

### Typologie
Au 1er janvier 2024, Aillant-sur-Milleron est catégorisée commune rurale à habitat dispersé, selon la nouvelle grille communale de densité à sept niveaux définie par l'Insee en 2022.
Elle est située hors unité urbaine et hors attraction des villes,.

### Occupation des sols
L'occupation des sols de la commune, telle qu'elle ressort de la base de données européenne d’occupation biophysique des sols Corine Land Cover (CLC), est marquée par l'importance des territoires agricoles (84,2 % en 2018), une proportion sensiblement équivalente à celle de 1990 (84,3 %). La répartition détaillée en 2018 est la suivante : 
terres arables (76,3 %), forêts (13,9 %), zones agricoles hétérogènes (7 %), zones urbanisées (1,8 %), prairies (0,9 %).

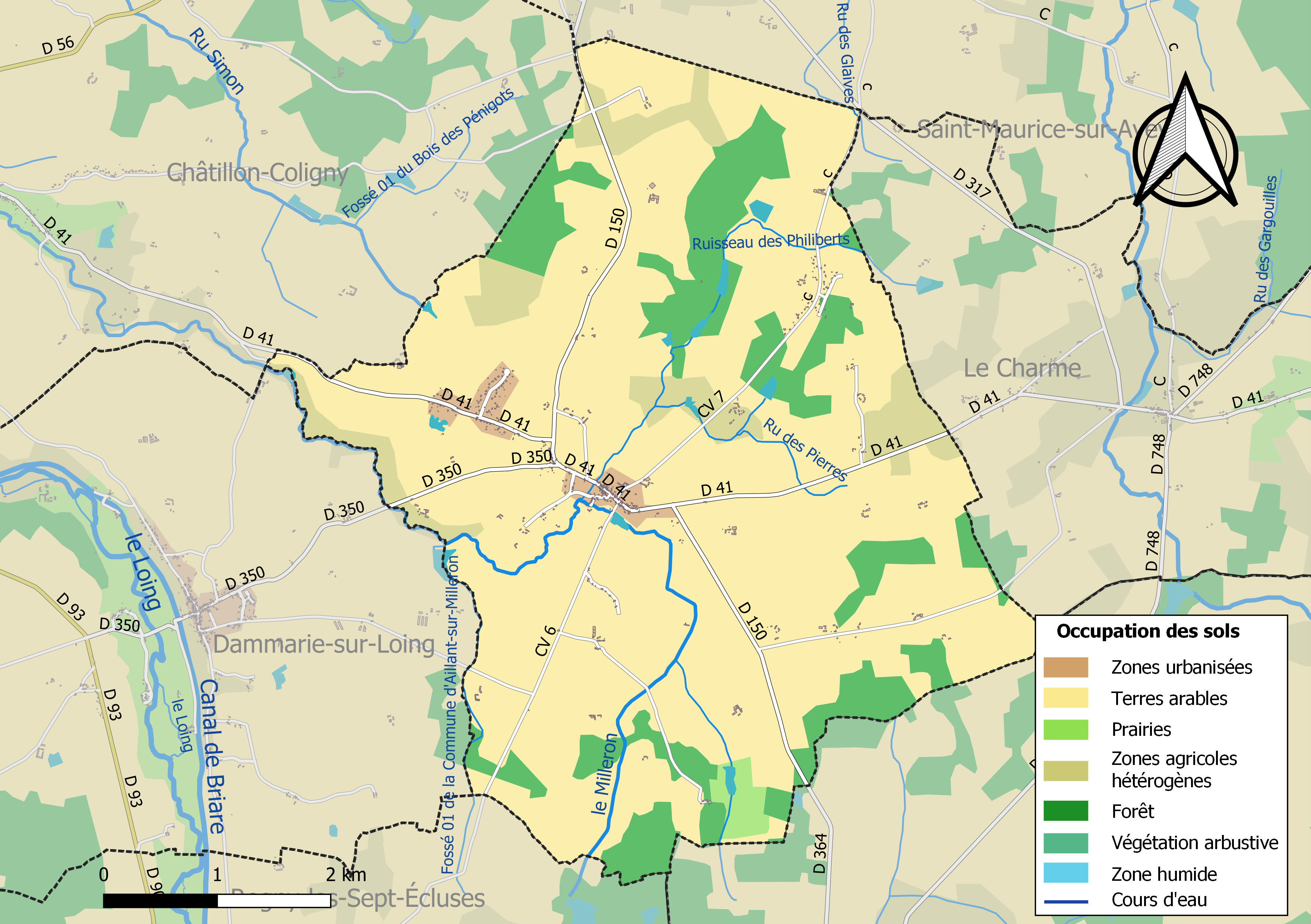
Carte des infrastructures et de l'occupation des sols en 2018 (CLC) de la commune.
Carte orthophotogrammétrique de la commune.

### Planification

#### Carte communale
Le conseil municipal prescrit l'élaboration d'une carte communale le 2 juin 2010. Après une enquête publique qui se déroule en novembre 2012, le document est approuvé le 7 février 2013.

#### Documents supra-communaux
La carte communale doit être compatible avec le SCoT du Montargois en Gâtinais arrêté le 6 juin 2016 qui lui-même doit être compatible avec différents documents de portée supérieure comme le SDAGE Seine-Normandie 2016-2021 adopté le 5 novembre 2015, le schéma d'aménagement et de gestion des eaux (SAGE) « Nappe de Beauce » approuvé le 11 juin 2013, le plan de gestion des risques d'inondation du bassin Seine-Normandie approuvé le 7 décembre 2015, le schéma régional d'aménagement et de développement durable du territoire (SRADDT) de la région Centre–Val de Loire approuvé le 15 décembre 2011, le schéma départemental des carrières du Loiret approuvé le 17 janvier 2000, le plan départemental d'élimination des déchets ménagers et assimilés (PDEDMA) du Loiret approuvé le 18 février 1997. À terme, le SCoT devra aussi être compatible avec le schéma régional d'aménagement, de développement durable et d'égalité des territoires prévu par la loi NOTRe du 7 août 2015.
Le Schéma de cohérence territoriale (SCoT) est un document d’urbanisme qui permet la mise en œuvre d’une véritable stratégie de développement territoriale à l’échelle d’un bassin de vie. Il fixe les orientations fondamentales de l’organisation et de l’évolution d’un territoire sur une période de 15 à 20 ans. Le syndicat mixte de gestion du SCoT du Montargois en Gâtinais a été créé par arrêté préfectoral le 22 août 2011 et regroupe 85 communes dont Aillant-sur-Milleron. Après une phase d'élaboration du diagnostic territorial de septembre 2013 à juin 2014, puis du Projet d’Aménagement et de Développement Durable (PADD) jusqu'en septembre 2015 et du Document d’Orientations et d’Objectifs (DOO) jusqu'en février 2016, le projet de SCoT a été arrêté le 6 juin 2016.

### Voies de communication et transports

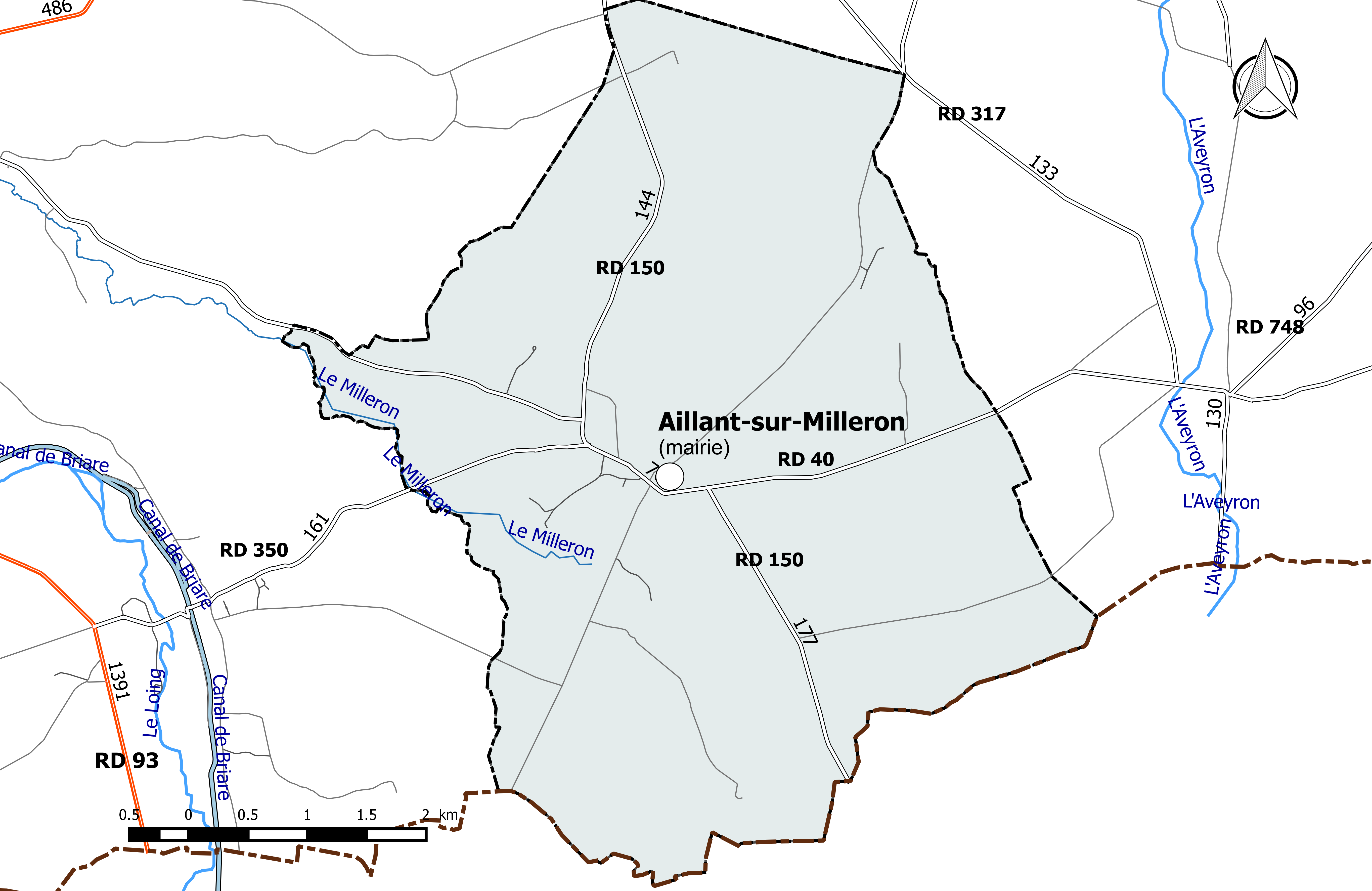
Réseau routier principal de la commune de Aillant-sur-Milleron (avec indication du trafic routier 2014).

#### Infrastructures routières
La commune est traversée par deux routes départementales : la RD 40 (707 véhicules/jour en 2014), qui relie Châlette-sur-Loing à Préfontaines et la RD 150 (177 véhicules/jour), qui relie la commune à Château-Renard. Complétant ces voies, la commune est sillonnée de plusieurs voies communales et chemins ruraux  desservant ses fermes et hameaux et les bourgs environnants.

#### Transports en commun
Aucune ligne régulière du réseau Ulys, le réseau interurbain de transport par autocar du Conseil départemental du Loiret, ne dessert la commune. Par contre la commune bénéficie du service Ulys Proximité qui emmène les usagers de la commune vers un arrêt desservi par la ligne régulière la plus proche. À compter du 1er janvier 2017, la compétence des services de transports routiers interurbains, réguliers et à la demande est transférée des départements aux régions, et donc localement du département du Loiret à la région Centre-Val de Loire, consécutivement à la loi NOTRe du 7 août 2015.

### Risques naturels et technologiques

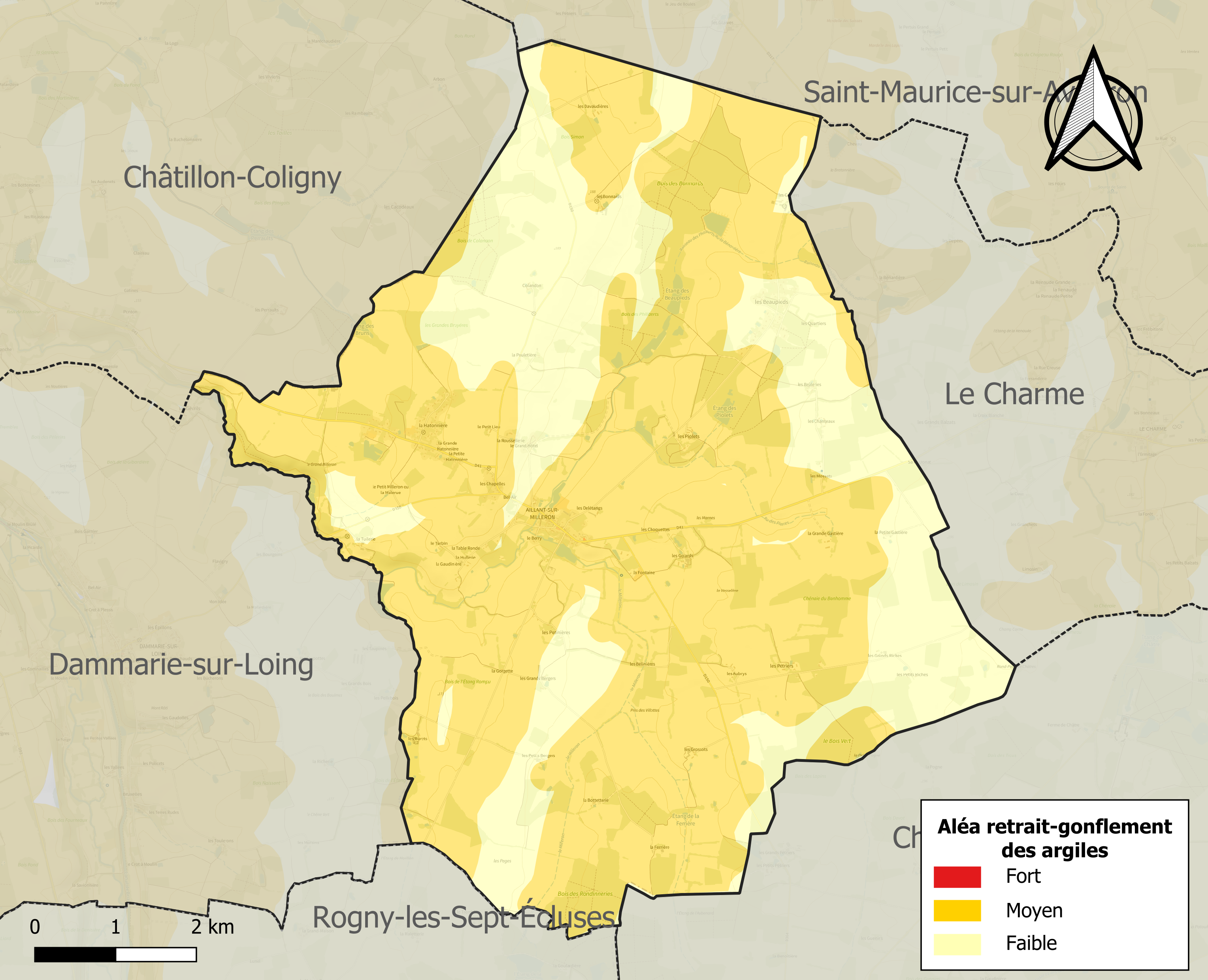
Carte de l'aléa retrait-gonflement des argiles concernant la commune d'Aillant-sur-Milleron

La commune d'Aillant-sur-Milleron est vulnérable à différents aléas naturels : climatiques (hiver exceptionnel ou canicule), mouvements de terrain ou sismique (sismicité faible).
Entre 1993 et 2019, quatre arrêtés ministériels ayant porté reconnaissance de catastrophe naturelle ont été pris pour le territoire de la commune  d'Aillant-sur-Milleron : deux  pour des inondations et coulées de boue intervenues en 1999 et 2016 et deux pour des mouvements de terrain en 1989 et 2003.
Le territoire de la commune peut être concerné par un risque d'effondrement de cavités souterraines non connues. Une cartographie départementale de l'inventaire des cavités souterraines et des désordres de surface a été réalisée. Il a été recensé sur la commune plusieurs effondrements de cavités.
Par ailleurs, le sol du territoire communal peut faire l'objet de mouvements de terrain liés à la sécheresse. Le phénomène de retrait-gonflement des argiles est la conséquence d'un changement d'humidité des sols argileux. Les argiles sont capables de fixer l'eau disponible mais aussi de la perdre en se rétractant en cas de sécheresse. Ce phénomène peut provoquer des dégâts très importants sur les constructions (fissures, déformations des ouvertures) pouvant rendre inhabitables certains locaux. Celui-ci a particulièrement affecté le Loiret après la canicule de l'été 2003. Une grande partie du territoire de la commune est soumis à un aléa « moyen » face à ce risque, selon l'échelle définie par le Bureau de recherches géologiques et minières (BRGM).
Depuis le 22 octobre 2010, la France dispose d’un nouveau zonage sismique divisant le territoire national en cinq zones de sismicité croissante. La commune, à l’instar de l’ensemble du département, est concernée par un risque sismique très faible.

## Politique et administration

### Découpage territorial

#### Bloc communal: Commune et intercommunalités
La paroisse et bourg d'Aillant-sur-Milleron acquiert le statut de municipalité avec le  décret du 12 novembre 1789 de l'Assemblée Nationale puis celui de « commune », au sens de l'administration territoriale actuelle, par le décret de la Convention nationale du 10 brumaire an II (31 octobre 1793). Il faut toutefois attendre la loi du 5 avril 1884 sur l'organisation municipale pour qu'un régime juridique uniforme soit défini pour toutes les communes de France, point de départ de l’affirmation progressive des communes face au pouvoir central.
Aucun événement de restructuration majeure du territoire, de type suppression, cession ou réception de territoire, n'a affecté la commune depuis sa création.

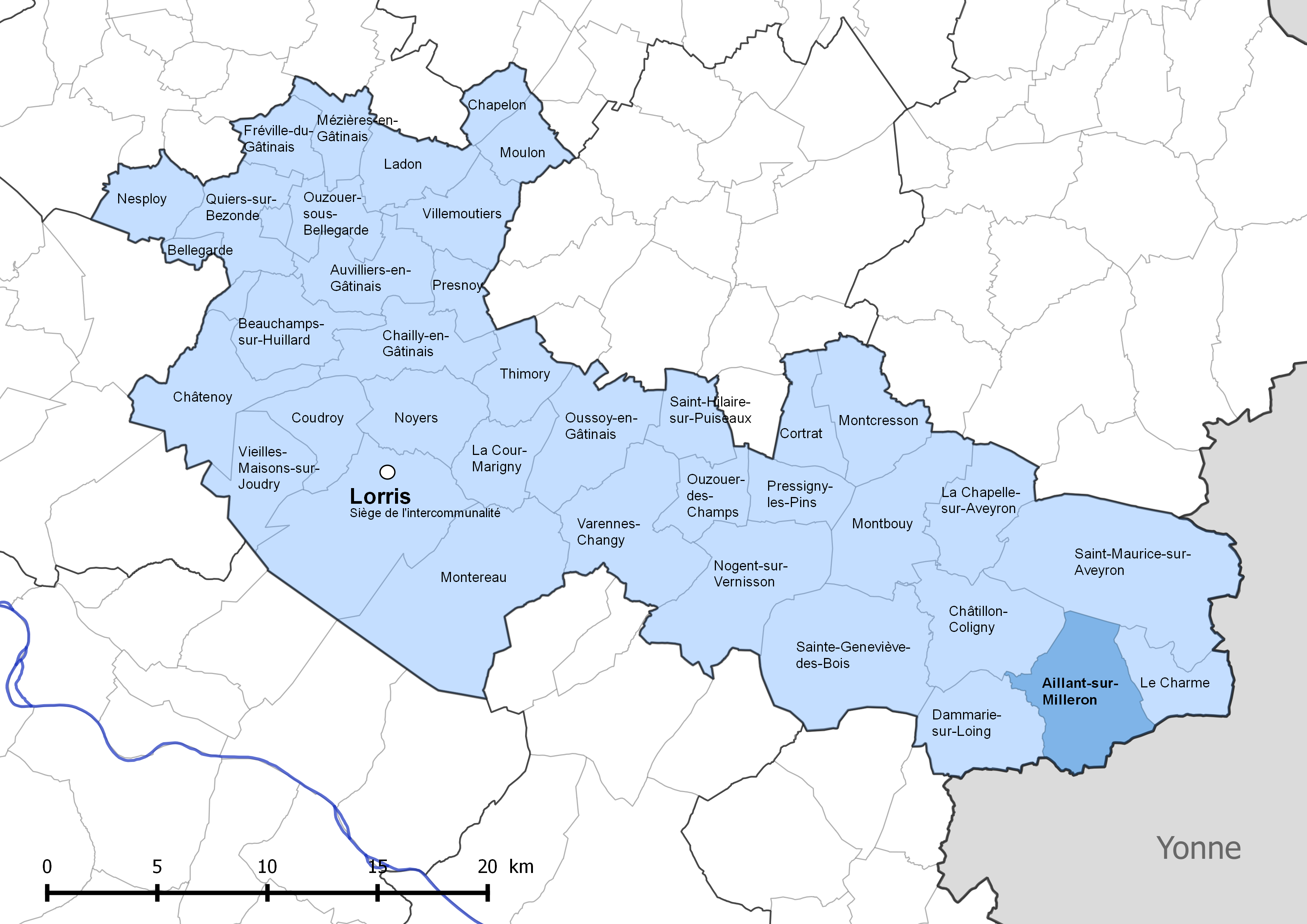
Localisation de la commune d'Aillant-sur-Milleron dans la communauté de communes Canaux et forêts en Gâtinais.

La communauté des Quatre-Rivières ou district urbain de Châtillon-Coligny, créé le 6 juillet 1965, est transformée en Communauté de Communes de Châtillon-Coligny par arrêté préfectoral du 26 décembre 2001. Aillant-sur-Milleron fait alors partie des douze communes qui composent cette nouvelle intercommunalité. La commune appartient à d'autres établissements publics de coopération intercommunale, de type syndicats ou autres regroupements intercommunaux. Le découpage territorial de ces structures est en constante évolution dans une perspective de rationalisation et d'efficience des services.
Afin de renforcer et réduire le nombre d'intercommunalités en France, la loi du 7 août 2015 portant nouvelle organisation territoriale de la République (dite loi NOTRe) fait passer le seuil démographique minimal de 5 000 à 15 000 habitants, sauf exceptions. Le schéma départemental de coopération intercommunale du Loiret est arrêté sur ces bases le 30 mars 2016 et le nombre d'établissements publics de coopération intercommunale à fiscalité propre passe dans le département du Loiret de 28 (2 communautés d'agglomération et 26 communautés de communes) à 16 (deux communautés d'agglomération et 14 communautés de communes dont une interdépartementale). Les communautés de communes du canton de Lorris et canton de Châtillon-Coligny et du Bellegardois fusionnent ainsi à compter du 1er janvier 2017 en une seule entité : la communauté de communes Canaux et forêts en Gâtinais, dont le siège est à Lorris. Cette nouvelle intercommunalité comprend 38 communes dont  Aillant-sur-Milleron.

#### Circonscriptions de rattachement
Sous l'Ancien Régime, à la veille des États généraux de 1789, la paroisse d'Aillant-sur-Milleron était rattachée sur le plan ecclésiastique de l'ancien diocèse de Sens et sur le plan judiciaire au bailliage de Montargis.
La loi du 22 décembre 1789 divise le pays en 83 départements découpés chacun en six à neuf districts eux-mêmes découpés en cantons regroupant des communes. Les districts, tout comme les départements, sont le siège d’une administration d’État et constituent à ce titre des circonscriptions administratives. La commune d'Aillant-sur-Milleron est alors incluse dans le canton de Chatillon, le district de Montargis et le département du Loiret.
La recherche d’un équilibre entre la volonté d’organiser une administration dont les cadres permettent l’exécution et le contrôle des lois d’une part, et la volonté d’accorder une certaine autonomie aux collectivités de base (paroisses, bourgs, villes) d’autre part, s’étale de 1789 à 1838. Les découpages territoriaux évoluent ensuite au gré des réformes visant à décentraliser ou recentraliser l'action de l'État. La régionalisation fonctionnelle des services de l'État (1945-1971) aboutit à la création de régions. L'acte I de la décentralisation de 1982-1983 constitue une étape importante en donnant l'autonomie aux collectivités territoriales, régions, départements et communes. L'acte II intervient en 2003-2006, puis l'acte III en 2012-2015.
Le tableau suivant présente les rattachements, au niveau infra-départemental, de la commune d'Aillant-sur-Milleron aux différentes circonscriptions administratives et électorales ainsi que l'historique de l'évolution de leurs territoires.
| Circonscription             | Nom                 | Période   | Type                         | Évolution du découpage territorial |
| --------------------------- | ------------------- | --------- | ---------------------------- | --- |
| District                    | Montargis           | 1790-1795 | Administrative               | La commune est rattachée au district de Montargis de 1790 à 1795,. La Constitution du 5 fructidor an III, appliquée à partir de vendémiaire an IV (1795) supprime les districts, rouages administratifs liés à la Terreur, mais maintient les cantons qui acquièrent dès lors plus d'importance. |
| Canton                      | Chatillon (Coligny) | 1790-1801 | Administrative et électorale | Le 10 février 1790, la municipalité d'Aillant-sur-Milleron est rattachée au canton de Chatillon (Coligny). Les cantons acquièrent une fonction administrative avec la disparition des districts en 1795. |
| Canton                      | Châtillon-sur-Loing | 1801-2015 | Administrative et électorale | Sous le Consulat, un redécoupage territorial visant à réduire le nombre de justices de paix ramène le nombre de cantons dans le Loiret de 59 à 31. Aillant-sur-Milleron est alors rattachée par arrêté du 9 vendémiaire an X (30 septembre 1801) au canton de Châtillon-sur-Loing,. |
| Canton                      | Lorris              | 2015-     | Électorale                   | La loi du 17 mai 2013 et ses décrets d'application publiés en février et mars 2014 introduisent un nouveau découpage territorial pour les élections départementales. La commune est alors rattachée au nouveau canton de Lorris. Depuis cette réforme, plus aucun service de l'État n'exerce sa compétence sur un territoire s'appuyant sur le nouveau découpage cantonal. Le canton a disparu en tant que circonscription administrative de l'État ; il est désormais uniquement une circonscription électorale dédiée à l'élection d'un binôme de conseillers départementaux siégeant au conseil départemental. |
| Arrondissement              | Montargis           | 1801-     | Administrative               | Aillant-sur-Milleron est rattachée à l'arrondissement de Montargis depuis sa création en 1801,. |
| Circonscription législative | 4e circonscription  | 2010-     | Électorale                   | Lors du découpage législatif de 1986, le nombre de circonscriptions législatives passe dans le Loiret de 4 à 5. Un nouveau redécoupage intervient en 2010 avec la loi du 23 février 2010. En attribuant un siège de député « par tranche » de 125 000 habitants, le nombre de circonscriptions par département varie désormais de 1 à 21,. Dans le Loiret, le nombre de circonscriptions passe de cinq à six. La réforme n'affecte pas Aillant-sur-Milleron qui reste rattachée à la quatrième circonscription.                                                                                                   |

#### Collectivités de rattachement
La commune d'Aillant-sur-Milleron est rattachée au département du Loiret et à la région Centre-Val de Loire, à la fois circonscriptions administratives de l'État et collectivités territoriales.

### Politique et administration municipales

#### Conseil municipal et maire
Depuis les élections municipales de 2014, le conseil municipal  d'Aillant-sur-Milleron, commune de moins de 1 000 habitants, est élu au scrutin majoritaire plurinominal à deux tours, les électeurs pouvant modifier les listes, panacher, ajouter ou supprimer des candidats sans que le vote soit nul, pour un mandat de six ans renouvelable. Il est composé de 11 membres. L'exécutif communal est constitué par le maire, élu par le conseil municipal parmi ses membres, pour un mandat de six ans, c'est-à-dire pour la durée du mandat du conseil.
| Période                                  | Période   | Identité         | Étiquette | Qualité              |
| ---------------------------------------- | --------- | ---------------- | --------- | -------------------- |
| 16 juin 1995                             | mars 2008 | Joël Marcilly    | Sans      | Instituteur (décédé) |
| mars 2008                                | En cours  | Lysiane Chapuis, |           | ancienne cadre       |
| Les données manquantes sont à compléter. |           |                  |           |                      |

### Finances
En 2011, la commune disposait d’un budget de 288 000 € dont 209 000 € de fonctionnement et 79 000 € d'investissement, en augmentation de 37 % par rapport à 2005.
Le budget de fonctionnement était financé à hauteur de 44,5 % par les impôts locaux, 12,1 % par d'autres impôts et taxes et 15,5 % par la dotation globale de fonctionnement. Ces indicateurs étaient cette même année pour les communes de la même strate, de 250 à 500 habitants, respectivement de 33,2 %, 6,6 % et 25,9 %.
Les taux d’imposition fixés par la commune étaient de 8,4 % pour la taxe d'habitation, de 11,4 % pour la taxe foncière sur le bâti et 44 % pour la taxe foncière sur le non-bâti. Les taux de la strate des communes de 250 à 500 habitants étaient respectivement de 9,8 %, 14,6 % et 40,7 %.
Le taux de la cotisation foncière des entreprises, qui a remplacé la taxe professionnelle en 2010, fixé par l’intercommunalité, était de 18,4 %.
La dette cumulée de la commune s’élevait au 31 décembre 2011 à 100 000 €, soit 258 € par habitant, en augmentation de 103 % par rapport à 2005. La dette moyenne par habitant de la strate des communes de 250 à 500 habitants s'élevait quant à elle en 2011 à 493 €.
| Année | Population | Fonctionnement   | Fonctionnement  | Fonctionnement   | Investissements    | Investissements | Autofinancement | Endettement              | Endettement                              | Fiscalité | Fiscalité | Fiscalité | Fiscalité | Fiscalité                     | Fiscalité                     | Fiscalité              |
| Année | Population | Produits (en k€) | Charges (en k€) | Résultat (en k€) | Ressources (en k€) | Emplois (en k€) | CAF (en k€)     | encours au 31/12 (en k€) | encours par habitant (en € par habitant) | TH        | TFb       | TFnb      | Tpfa      | Potentiel fiscal par habitant | Potentiel fiscal par habitant | Produits impôts locaux |
| Année | Population | Produits (en k€) | Charges (en k€) | Résultat (en k€) | Ressources (en k€) | Emplois (en k€) | CAF (en k€)     | encours au 31/12 (en k€) | encours par habitant (en € par habitant) | TH        | TFb       | TFnb      | Tpfa      | commune                       | strate                        |                        |
| --- | ---------- | ---------------- | --------------- | ---------------- | ------------------ | --------------- | --------------- | ------------------------ | ---------------------------------------- | --------- | --------- | --------- | --------- | ----------------------------- | ----------------------------- | ---------------------- |
| 2005 | 365        | 205              | 188             | 17               | 5                  | 22              | 17              | 47                       | 127                                      | 8,4 %     | 11,4 %    | 44 %      | 0 %       | 372                           | 361                           | 97                     |
| 2006 | 365        | 299              | 266             | 32               | 95                 | 27              | 34              | 30                       | 83                                       | 8,4 %     | 11,4 %    | 44 %      | 0 %       | 385                           | 371                           | 95                     |
| 2007 | 365        | 207              | 175             | 32               | 11                 | 50              | 34              | 13                       | 36                                       | 8,4 %     | 11,4 %    | 44 %      | 0 %       | 375                           | 389                           | 100                    |
| 2008 | 365        | 215              | 163             | 52               | 4                  | 26              | 53              | 1                        | 3                                        | 8,4 %     | 11,4 %    | 44 %      | 0 %       | 391                           | 390                           | 102                    |
| 2009 | 377        | 215              | 198             | 17               | 26                 | 136             | 19              | 1                        | 2                                        | 8,4 %     | 11,4 %    | 44 %      | 0 %       | 426                           | 420                           | 106                    |
| 2010 | 381        | 229              | 221             | 8                | 275                | 193             | 10              | 101                      | 265                                      | 8,4 %     | 11,4 %    | 44 %      | 0 %       | 436                           | 428                           | 108                    |
| 2011 | 387        | 209              | 154             | 55               | 79                 | 96              | 55              | 100                      | 258                                      | 8,4 %     | 11,4 %    | 44 %      | 0 %       | 0                             | 0                             | 112                    |
| Notes : CAF = Capacité d'autofinancement nette du remboursement en capital des emprunts, TH = Taux de la taxe d'habitation, TFb = taux de la taxe sur le foncier bâti, TFnb = taux de la taxe sur le foncier non bâti, Tpfa = Taxe professionnelle (fiscalité additionnelle) |            |                  |                 |                  |                    |                 |                 |                          |                                          |           |           |           |           |                               |                               |                        |

## Équipements et services

### Environnement

#### Gestion des déchets
En  2016, la commune est membre du syndicat mixte de collecte et de traitement des ordures ménagères des cantons de Gien, Châtillon Coligny, Briare et Châtillon-sur-Loire (SMICTOM). Celui-ci assure la collecte et le traitement des ordures ménagères résiduelles, des emballages ménagers recyclables  et des encombrants en porte à porte et du verre en points d’apport volontaire. Un réseau de sept déchèteries accueille les encombrants et autres déchets spécifiques (déchets verts, déchets dangereux, gravats, ferraille, cartons…). La déchèterie la plus proche est située sur la commune de Sainte-Geneviève-des-Bois,. L'élimination et la valorisation énergétique des déchets ménagers et de ceux issus de la collecte sélective sont effectuées par le SYCTOM de Gien-Châteauneuf-sur-Loire qui comprend un centre de transfert de déchets ménagers et un centre de stockage de déchets ultimes (CSDU) de classe II à Saint-Aignan-des-Gués ainsi qu'une usine d’incinération des ordures ménagères à Gien-Arrabloy
Depuis le 1er janvier 2017, la « gestion des déchets ménagers » ne fait plus partie des compétences de la commune mais est une compétence obligatoire de la communauté de communes Canaux et Forêts en Gâtinais en application de la loi NOTRe du 7 août 2015.

#### Production et distribution d'eau
Le service public d’eau potable est une compétence obligatoire des communes depuis l’adoption de la loi du 30 décembre 2006 sur l’eau et les milieux aquatiques. Au 31 décembre 2016, la production et la distribution de l'eau potable sur le territoire communal sont assurées par le syndicat intercommunal d'alimentation en eau potable de Saint-Maurice-sur-Aveyron, un syndicat créé en 1959 desservant quatre communes : Aillant-sur-Milleron, Le Charme, Dammarie-sur-Loing et Saint-Maurice-sur-Aveyron,,.
La loi NOTRe du 7 août 2015 prévoit que le transfert des compétences « eau et assainissement » vers les communautés de communes sera obligatoire à compter du 1er janvier 2020. Le transfert d’une compétence entraîne  de  facto la mise à disposition gratuite de plein droit des biens, équipements et services publics utilisés, à la date du transfert, pour l'exercice de ces compétences et la substitution de la communauté dans les droits et obligations des communes,.

#### Assainissement
L’assainissement non collectif (ANC) désigne les installations individuelles de traitement des eaux domestiques qui ne sont pas desservies par un réseau public de collecte des eaux usées et qui doivent en conséquence traiter elles-mêmes leurs eaux usées avant de les rejeter dans le milieu naturel. La communauté de communes de Châtillon-Coligny a créé, par délégation de ses communes adhérentes, le 31 décembre 2005 le service public d'assainissement non collectif (SPANC). Celui-ci a pour mission de contrôler les installations neuves et existantes, la mise en place d’un service de vidange et la réhabilitation des installations,. Depuis le 1er janvier 2017, c'est la communauté de communes Canaux et Forêts en Gâtinais, issue de la fusion de la communauté de communes du canton de Lorris, de la communauté de communes de Châtillon-Coligny et de la communauté de communes du Bellegardois, qui assure, par substitution, le SPANC.

## Population et société

### Démographie
L'évolution du nombre d'habitants est connue à travers les recensements de la population effectués dans la commune depuis 1793. Pour les communes de moins de 10 000 habitants, une enquête de recensement portant sur toute la population est réalisée tous les cinq ans, les populations de référence des années intermédiaires étant quant à elles estimées par interpolation ou extrapolation. Pour la commune, le premier recensement exhaustif entrant dans le cadre du nouveau dispositif a été réalisé en 2005.
En 2022, la commune comptait 374 habitants, en évolution de −6,27 % par rapport à 2016 (Loiret : +1,89 %, France hors Mayotte : +2,11 %).
| 1793 | 1800 | 1806 | 1821 | 1831 | 1836 | 1841 | 1846 | 1851 |
| ---- | ---- | ---- | ---- | ---- | ---- | ---- | ---- | ---- |
| 442  | 420  | 418  | 496  | 477  | 444  | 451  | 532  | 585  |

| 1856 | 1861 | 1866 | 1872 | 1876 | 1881 | 1886 | 1891 | 1896 |
| ---- | ---- | ---- | ---- | ---- | ---- | ---- | ---- | ---- |
| 618  | 615  | 587  | 631  | 608  | 595  | 607  | 650  | 618  |

| 1901 | 1906 | 1911 | 1921 | 1926 | 1931 | 1936 | 1946 | 1954 |
| ---- | ---- | ---- | ---- | ---- | ---- | ---- | ---- | ---- |
| 639  | 573  | 528  | 504  | 528  | 441  | 442  | 416  | 409  |

| 1962 | 1968 | 1975 | 1982 | 1990 | 1999 | 2005 | 2006 | 2010 |
| ---- | ---- | ---- | ---- | ---- | ---- | ---- | ---- | ---- |
| 327  | 305  | 314  | 286  | 302  | 357  | 368  | 367  | 389  |

| 2015 | 2020 | 2022 | - | - | - | - | - | - |
| ---- | ---- | ---- | - | - | - | - | - | - |
| 404  | 376  | 374  | - | - | - | - | - | - |

## Économie

### Activités hors agriculture
25 établissements sont implantés  à Aillant-sur-Milleron au 31 décembre 2019. Le tableau ci-dessous en détaille le nombre par secteur d'activité et compare les ratios avec ceux du département,.
| Secteur d'activité                                                                                        | Commune | Commune | Département |
| Secteur d'activité                                                                                        | Nombre  | %       | %           |
| --- | ------- | ------- | ----------- |
| Ensemble                                                                                                  | 25      |         |             |
| Industrie manufacturière, industries extractives et autres                                                | 2       | 8 %     | (6,9 %)     |
| Construction                                                                                              | 4       | 16 %    | (13,6 %)    |
| Commerce de gros et de détail, transports, hébergement et restauration                                    | 3       | 12 %    | (30,2 %)    |
| Activités immobilières                                                                                    | 2       | 8 %     | (3,7 %)     |
| Activités spécialisées, scientifiques et techniques et activités de services administratifs et de soutien | 7       | 28 %    | (16,7 %)    |
| Administration publique, enseignement, santé humaine et action sociale                                    | 1       | 4 %     | (12,4 %)    |
| Autres activités de services                                                                              | 6       | 24 %    | (9,6 %)     |

Le secteur des activités spécialisées, scientifiques et techniques et des activités de services administratifs et de soutien est prépondérant sur la commune puisqu'il représente 28 % du nombre total d'établissements de la commune (7 sur les 25 entreprises implantées  à Aillant-sur-Milleron), contre 16,7 % au niveau départemental.

### Agriculture
La commune fait partie de la petite région agricole dénommée « Puisaye ». En 2010, l'orientation technico-économique de l'agriculture  sur la commune est la production de céréales et oléoprotéagineux.
|                                   | 1988  | 2000 | 2010 |
| --------------------------------- | ----- | ---- | ---- |
| Exploitations                     | 22    | 18   | 11   |
| Superficie agricole utilisée (ha) | 1 440 | 1418 | 1300 |

Le nombre d'exploitations agricoles en activité et ayant leur siège dans la commune est passé de 53 en 1988 à 18 en 2000 puis à 11 en 2010, soit une baisse de50 % en 22 ans. Le même mouvement est observé à l'échelle du département qui a perdu pendant cette période 58 % de ses exploitations. La surface agricole utilisée sur la commune a également diminué, passant de 1 440 ha en 1988 à 1 300 ha en 2010. Parallèlement la surface agricole utilisée moyenne par exploitation a augmenté, passant de 65 à 118 ha.

## Culture locale et patrimoine

### Lieux et monuments

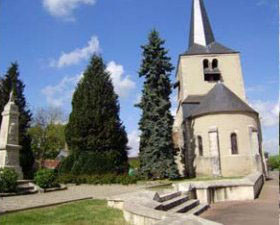
Église Saint-Martin, Aillant-sur-Milleron.

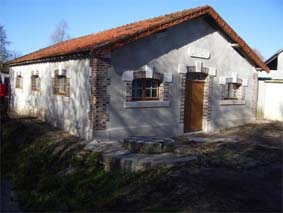
Le lavoir.

- L'église Saint-Martin du XIIe siècle : la nef date de 1680, la construction d'une sacristie au sud du clocher et le remaniement de la façade ouest ont été effectués entre 1877 et 1891[108]. La dernière restauration a été effectuée en 1981 ;
- Le château les Piolets ou Val Saint-Jean du début du XXe siècle[109] ;
- Plusieurs fermes : au lieu-dit le Grand Hôtel du XIXe siècle[110] ; au lieu-dit les Aubrys des XVIIIe et XIXe siècles[111] ; au lieu-dit les Gojards de 1893[112] ; au lieu-dit les Piolets des XVIIIe, XIXe et XXe siècles[113].
- Le lavoir, datant de 1892, a été restauré puis inauguré le 23 juin 2012 ; il possède une enceinte close.

### Environnement

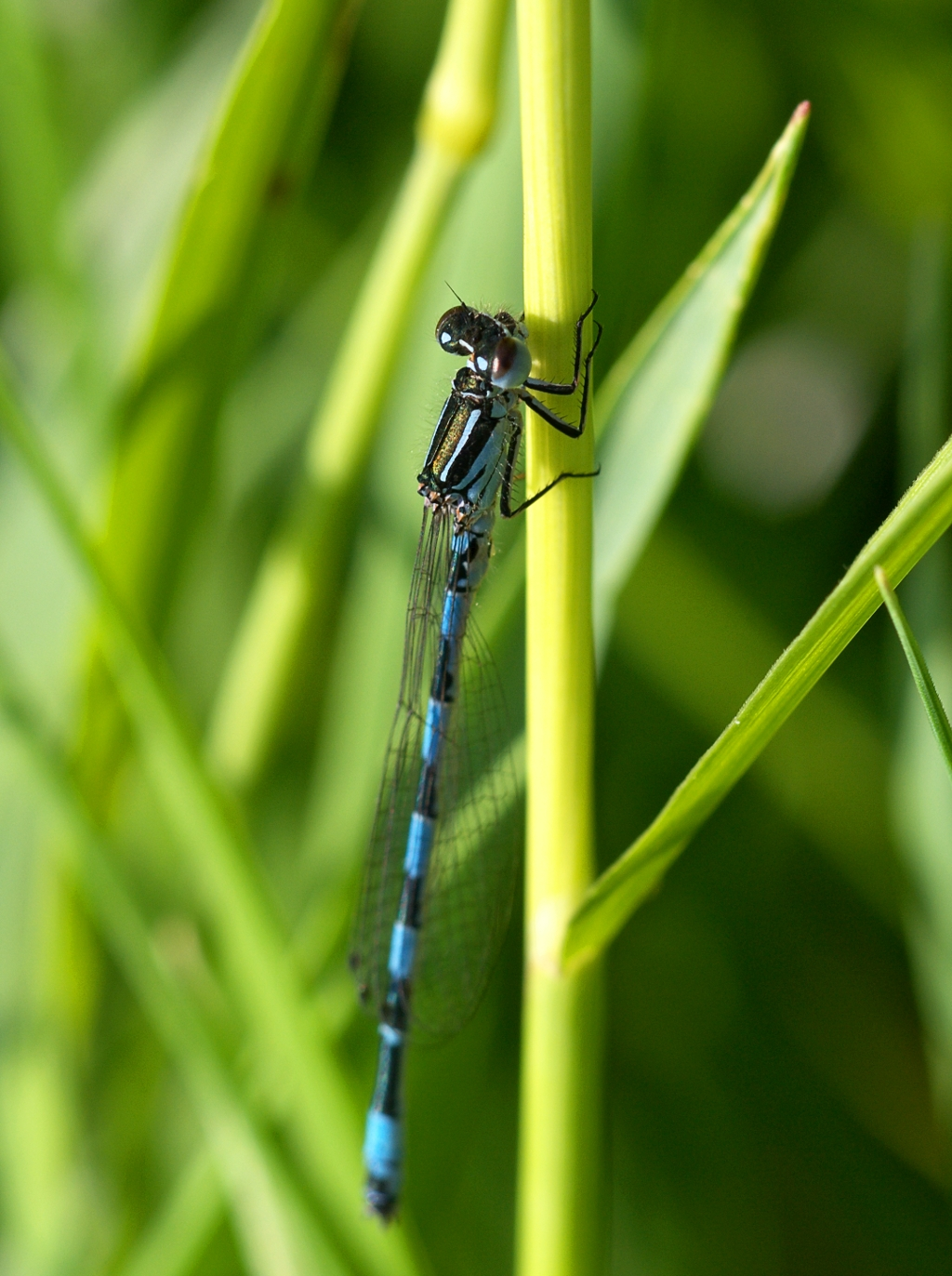
Agrion de Mercure.

Le service Milieux aquatiques et agriculture (SMAA) de l'agence de l'eau Seine-Normandie, a entrepris en 2011 de restaurer une partie du Milleron dans son cours originel qu'il occupait avant les travaux d’hydrauliques agricoles en 1975. Les 450 m choisis pour cette opération Reméandrage du Milleron devant s'achever fin 2012, se trouvent sur le territoire de la commune. Le but est de retrouver la diversité de milieux et d'habitats d'un cours d'eau naturel. C'est aussi l'occasion de créer des zones humides et de reproduction pour les batraciens et les odonates - l’agrion de Mercure est présent sur le site - en n'effectuant qu'un comblement partiel du tracé actuel afin de créer des dépressions humides.

### Manifestations culturelles et festivités
- Chaque année au mois d'août, le village accueille l'un des concerts des Estivales en Puisaye, festival de musique classique qui se déroule à travers une quinzaine de communes de la Puisaye, dans l'Yonne, la Nièvre et le Loiret.
- Fête communale : le premier dimanche de mars.
- Fête patronale : le dimanche de la saint Hubert (messe avec trompes de chasse).

### Personnalités liées à la commune
- Marcel Deprez (1843-1918), ingénieur français ayant essentiellement travaillé sur l'électricité, est né dans la commune.